# (11771) Maestlin
(11771) Maestlin (4136 T-2) – planetoida z pasa głównego asteroid okrążająca Słońce w ciągu 4,98 lat w średniej odległości 2,92 j.a. Odkryta 29 września 1973 roku.